# Старостуденецкие Выселки
Старостудене́цкие Вы́селки (тат. Иске Суыксу Выселкасы) — деревня в Буинском районе Республики Татарстан, в составе Старотинчалинского сельского поселения.

## География
Деревня находится на реке Чильча, в 31 км к юго-западу от районного центра, города Буинска.

## История
Основание деревни относят к XVIII веку.
В сословном отношении, вплоть до 1860-х годов жителей деревни причисляли к государственным крестьянам, выполнявшим лашманную повинность. Их основными занятиями в то время были земледелие, скотоводство.
В «Списке населенных мест по сведениям 1859 года», изданном в 1863 году, населённый пункт упомянут как лашманская деревня Старостуденецкий выселок 1-го стана Буинского уезда Симбирской губернии. Располагалась на левом берегу речки Малой Тильчи, по правую сторону коммерческого тракта из Буинска в Карсун, в 20 верстах от уездного города Буинска и в 17 верстах от становой квартиры во владельческой деревне Малая Цыльна. В деревне в 23 дворах жили 266 человек (129 мужчин и 137 женщин). Был магометанский молитвенный дом.
По сведениям из первоисточников, в начале XX столетия в деревне действовали мечеть и медресе.
С 1930-х годов в деревне работали коллективные сельскохозяйственные предприятия, с 2011 года — сельскохозяйственные предприятия в форме ООО.
Административно, до 1920 года деревня относилась к Буинскому уезду Казанской губернии, с 1920 года — к Буинскому кантону, с 1930 года (с перерывом) — к Буинскому району Татарстана.

## Население
Динамика
По данным переписей, население деревни увеличивалось с 266 человек в 1859 году до 765 человек в 1938 году. В последующие годы численность населения деревни уменьшалась и в 2015 году составила 144 человека.
| 1859 |
| ---- |
| 266  |

Национальный состав
Согласно результатам переписи 2002 года, в национальной структуре населения села татары составляли 93% из 203 человек.

## Экономика
Жители работают преимущественно в ООО «Ак Барс Буинск», занимаются полеводством, мясным скотоводством.

## Социальные объекты
В селе действует фельдшерско-акушерский пункт.

## Религиозные объекты
Мечеть (c 1992 год).